# 신동헌 (1952년)
신동헌(1952년 5월 11일 ~, 경기도 광주)은 대한민국의 정치인이다. 제7대 경기 광주시장이다.

## 학력
- 1959 ~ 1965 광주국민학교 졸업
- 1965 ~ 1968 광주중학교 졸업
- 1968 ~ 1971 서울한영고등학교 졸업
- 1971 ~ 1979 한양대학교 법과대학 법학 학사
- 1996 ~ 1998 한양대학교 언론정보대학원 언론정보학 석사

## 경력
- 1981 ~ 2000: KBS제작단 PD, 한국방송제작단 부장
- 2003 ~ 2005: 한국칠레FTA 실무위원회 위원
- 2003 ~ 2005: 전국농민단체협의회 사무총장
- 2003 ~ 2005: 대한양계협회 전무
- 2007 ~ 2009: 한국농촌경제연구원 농촌정보문화센터 소장
- 2010 ~ : 도시농업포럼 상임대표
- 2014.07 ~ 2016.07: 농림축산식품부 도시농업위원회 위원
- 2017.04 ~ 2017.05: 제19대 대통령 선거 더불어민주당 문재인 대통령 후보 경기 광주시 갑 선거대책위원회 공동위원장
- 더불어민주당 도시농업발전특별위원회 수석부위원장
- 2017 ~ : 경기광주식생활교육협회 이사
- 2017 ~ : 광주지역발전연구소 대표
- 2018.07 ~ 2022.06: 제7대 민선 7기 경기도 광주시장(초선)
- 2024.01 ~ 2024.02 제22대 국회의원 선거 경기 광주시 을 더불어민주당 국회의원 예비후보
- 2024.02 더불어민주당 탈당
- 2024.03 국민의힘 입당
- 2024.03 ~ 2024.04 제22대 국회의원 선거 국민의힘 함경우 광주시 갑 국회의원 후보 캠프 선거대책위원회 상임의장

## 역대 선거 결과
|  | 6.01% |

|  | 21.12% |

|  | 61.13% |

| 전임 조억동 | 제7대 경기도 광주시장(민선) 2018년 7월 1일 ~ 2022년 6월 30일 | 후임 방세환 |